# Veseris
Veseris est un lieu de Campanie, au pied du Vésuve, où Tite-Live situe la bataille qui vit les consuls Manlius Torquatus et Decius Mus (qui se sacrifia dans la bataille) battre les Latins insurgés en -340.
Vers 1830, on a trouvé de rares didrachmes de Campanie portant des caractères grecs et osques qui ont été interprétés comme Fensern o Fensernum, qui pourrait être étymologiquement l'origine du mot Veseris. Veseris serait alors le nom d'une cité osque.